# Ceratomerus crassinervis
Ceratomerus crassinervis är en tvåvingeart som beskrevs av Malloch 1931. Ceratomerus crassinervis ingår i släktet Ceratomerus och familjen Brachystomatidae. Inga underarter finns listade i Catalogue of Life.